# Jaime de Piniés Rubio
Jaime de Piniés Rubio (Madrid, 18 de novembre de 1917 - 29 de desembre de 2003) va ser un diplomàtic espanyol, representant d'Espanya a les Nacions Unides entre 1968 i 1985 i president de la XL Assemblea General de l'ONU.

## Biografia
Després de rebre la seva llicenciatura en Dret en la Universitat Complutense de Madrid, en 1941, es va incorporar com a assessor legal del Banc d'Espanya, ja que va exercir fins a 1945. En 1944, va accedir a la carrera diplomàtica i va ser destinat a les ambaixades d'Espanya a Cuba, Regne Unit, Estats Units i Filipines. En 1957, va ser nomenat responsable de la secció de política estatunidenca del Ministeri d'Afers exteriors.
En 1960, va ser rellevat del seu càrrec en el Ministeri d'Afers exteriors i fou escollit Representant adjunt de l'Espanya franquista davant les Nacions Unides; vuit anys més tard accediria al càrrec de Representant permanent. Va exercir aquesta tasca entre 1968 i 1985 (data de la seva jubilació), amb una sola interrupció entre 1972 i 1973, quan va ser nomenat ambaixador d'Espanya en el Regne Unit. Durant el seu mandat va tenir una coneguda topada amb Nikita Khrusxov perquè no li va aplaudir un discurs. També va estar quan la Marxa Verda al Sàhara Occidental. Ja en democràcia, el seu càrrec va ser confirmat pels governs democràtics d'Adolfo Suárez i Felipe González.
Després de la seva jubilació, encara va ser nomenat per Reial decret Ambaixador en missió especial davant Nacions Unides, exercint com a President de la XL Assemblea General de l'ONU. Casat i amb dos fills, Jaime de Piniés va morir a Madrid a finals de l'any 2003.